# 源賴政
源賴政（1104年—1180年）日本平安時代末期武士、公卿、歌人。清和源氏嫡流攝津源氏源賴光的玄孫。源賴光長男源賴國，亦為攝津守，生子源頼綱。源賴綱善和歌，生子源仲政。源仲政善射，兼能和歌，為兵庫頭，聽昇殿，特詔守護大內，其後生源賴政。
保元之亂時，源賴政支持後白河天皇以抗崇德上皇，召武將十人，源賴政率部下兵勤王。二條天皇即位當日，有狂人入禁內，源賴政捕獲狂徒，以此功聽院昇殿。
平治元年(1159)，藤原信頼作亂，河內源氏源義朝勸說藤原信賴招攬源賴政。源賴政初時答允，然而顧慮源義朝曾殺自己的父弟，大乖人望，大事必定不成，心懷危疑。及後聽聞潛幸平清盛六波羅館，決意屬禁旅。源義朝攻打六波羅，源賴政佈陣六條河原不向前進。源義朝長男源義平察覺源賴政在觀望，以精兵衝向源賴政的軍隊。源賴政乃收兵前赴六波羅，出兵抵禦源義朝。源義朝大呼：「卿已稱源兵庫頭，今反屬伊勢平氏，玷辱我宗何也？」源賴政回答：「我世以弓箭奉仕皇家，未嘗失士節。卿與叛臣，不知自悛，是非辱我宗乎。」源義朝奔敗，遂死於尾張。
治承2年（1178年）晉陞為從三位，稱源三位入道，成為平氏專權時期位階最高的源氏朝臣。《平家物語》記載，治承4年（1180年），平清盛三男平宗盛強奪其子源仲綱的愛馬「木下」，並在馬身烙上「仲綱」二字，因此賴政對平家十分不滿。同年夥同以仁王舉兵反抗平家，雙方交戰於宇治川，源賴政戰敗，切腹而死，享壽77歲。

## 家族
斜體字為養子
- 父 源仲政（日语：源仲政）
- 母 藤原友實（日语：藤原友実）之女
- 弟
  - 源頼行（日语：源頼行）
  - 源光重（日语：源光重） 仲政養子
  - 源泰政
  - 良智 - 延曆寺僧。
  - 乗智 - 延曆寺僧。
  - 法性寺殿三河 - 藤原忠通家女房（日语：女房）。
  - 皇后宮美濃 - 令子內親王家女房。
- 妻
  - 源斉頼（日语：源斉頼）之女
  - 菖蒲御前
- 子
  - 源仲綱（日语：源仲綱） - 嫡子。以仁王舉兵戰死。
  - 源國政（日语：源国政）
  - 源兼綱（日语：源兼綱） - 以仁王舉兵戰死。
  - 源頼兼（日语：源頼兼） - 鎌倉幕府御家人。
  - 源廣綱（日语：源広綱） - 鎌倉幕府御家人。
  - 源仲家（日语：源仲家） - 源義賢（日语：源義賢）嫡子。以仁王舉兵戰死。
  - 源政綱（日语：源政綱）
  - 二條院讚岐
  - 另有二女，嫁藤原隆保、村上經業（日语：村上経業）。

## 登場作品
- 義經，2005年NHK大河劇，演員：丹波哲郎

## 外部連結
- 大日本史　卷之一百六十　列傳第八十七 （页面存档备份，存于）